# Ягубоглы, Араз
Араз Ягубоглы (азерб. Araz Yaquboğlu; род. 1 августа 1973, Ени-Дашкенд, Азербайджанская ССР) — исследователь, журналист, лауреат медиа-премии «Золотое перо» (2011), заместитель главного редактора журнала «Лачин Юрду», член Союза журналистов Азербайджана (с 2023) и Союза ашугов Азербайджана (с 2023).

## Биография
Родился 1 августа 1973 года в селе Новый Ташкент Бардинского района в интеллигентной семье Ягуба Гаджиева. 
В 1980 году пошел в 1 класс средней школы села Новый Ташкент Бардинского района, завершив её в 1989 на базе 11 классов. В 1989 году занял I место на предметной олимпиаде по математике, проходившей в Бардинском районе. Во время учебы в средней школе в 1989-1990 годах был секретарем комсомольской организации школы.
2 августа 1990 года начал свою первую трудовую деятельность в качестве рабочего в кооперативе «Барда Нишаба» производственного объединения промышленных предприятий Азербайджанской ССР. С 1 февраля 1991 года, сменив место работы, работал слесарем на заводе железобетонных изделий №9.
В 1991 году поступил в Азербайджанский институт инженеров-строителей, где окончил в 1996 году с отличием по специальности «Промышленное и гражданское строительство».
Во время учебы в вузе работал в Азербайджанском Государственном Академическом национальном драматическом театре в должности постановщика (30 сентября – 31 декабря 1994).
В 1994-1996 годах был членом Партии национальной независимости Азербайджана.
В 1995 году окончил Бакинский высший колледж менеджеров по специальности «Строительный менеджмент».
С 1 января 2012 года работает заместителем главного редактора журнала «Лачын Юрду».
12 июля 2023 года был принят в Союз журналистов Азербайджана, а через пять дней в Союз ашугов Азербайджана.
Женат, имеет сына и дочь.

## Фильмография
- Бесконечная жизнь (2013)
- Наша земля... Наша история... Наша судьба... (2015)

## Награды
- 2011 – медиа премия «Золотое перо».
- 2021 – нагрудный знак «Лачин» (№073).
- 2021 – почетный диплом Общественного Объединения «Деде Алескер Очаги»[11].
- 2022 – юбилейная медаль «Ашиг Алескер-200» (№00077)
- 2023 – премия Хасана бека Зардаби.
- 2023 – премия «Зиядар»[12].

## Сайт
- Arif Məmmədli. Uğurlarına sevinirik (азерб.). butov.az (01 avqust, 2014. 17:20). Дата обращения: 1 августа 2014.